# Березовогатська сільська рада (Червоноармійський район)
Березовогатська сільська рада — колишня адміністративно-територіальна одиниця та орган місцевого самоврядування у Пулинському (Червоноармійському), Соколовському, Новоград-Волинському районах, Новоград-Волинській міській раді Волинської округи та Київської області УРСР з адміністративним центром у колонії Березова Гать.

## Населені пункти
Сільській раді на момент ліквідації були підпорядковані населені пункти:
- кол. Березова Гать

## Історія та адміністративний устрій
Утворена 28 вересня 1925 року, відповідно до наказу Волинського ОВК № 23 «Про зміни в адміністративно-територіальному поділі Волинської округи», в колонії Березова Гать Цвітянської сільської ради Пулинського району Волинської округи. 23 травня 1928 року була затверджена в статусі німецької національної.
20 червня 1930 року сільська рада увійшла до складу новоствореного Соколовського району. Від 15 вересня 1930 року, через ліквідацію Соколовського району, відповідно до постанови ВУЦВК та РНК УРСР від 2 вересня 1930 року «Про ліквідацію округ та перехід на двоступеневу систему управління», раду, разом з іншими, було включено до складу Новоград-Волинського району УСРР. 1 червня 1935 року, відповідно до постанови Президії ЦВК Української СРР «Про порядок організації органів радянської влади в новоутворених округах», внаслідок ліквідації Новоград-Волинського району сільрада була передана до складу Новоград-Волинської міської ради Київської області. 17 жовтня 1935 року, постановою ЦВК СРСР «Про розформування Мархлевського і Пулинського районів і про утворення Червоноармійського району Київської області», сільраду було включено до складу останнього.
Станом на 1 жовтня 1941 року х. Березова Гать перебував на обліку в складі Курненської сільської ради Червоноармійського району Житомирської області. Точна дата ліквідації сільської ради не встановлена.